# Caryophyllia ambrosia
Espèce
Statut CITES
Caryophyllia ambrosia est une espèce de coraux appartenant à la famille des Caryophylliidae.

## Liste des sous-espèces
Selon Catalogue of Life (24 août 2015) et Catalogue of Life (24 août 2015), Caryophyllia ambrosia comprend les sous-espèces suivantes :
- sous-espèce Caryophyllia ambrosia ambrosia Alcock, 1898
- sous-espèce Caryophyllia ambrosia caribbeana Cairns, 1979